# Daniel Anđelković
Daniel Anđelković (Lazarevac, 1978. augusztus 28. –) szerb válogatott kézilabdázó. Jelenleg a Toulouse játékosa.

## Pályafutása

### Fiatal játékosként
Daniel Anđelković Lazarevacon született, Szerbiában. Tizenkét évesen az általános iskolában kezdett kézilabdázni. Tizenhat volt, amikor Dragan Đukić lett az edzője. Ez két évig tartott. Daniel ekkor átigazolt a Zvezdába, ahová Dragan egy év múlva követte. A továbbiakban is neves edzőkkel dolgozott: Jokanović, Arnautović és Elezović voltak a mesterei klubszinten, a válogatottban, pedig a Veselin Vujović pallérozta. Mindegyiküktől sokat tanult. Utóbbi ráadásul egyik példaképe, az irányító Zlatko Portnerrel együtt. Bácspalánkán a jugoszláv, Radženović volt az elnök.

### Magyarországon

#### Előzmények
Legutóbbi vajdasági klubja megszűntekor eligazolt Svédországba, a göteborgi Savehof csapatába, amellyel bajnok lett. Más kultúrát, más kézilabdajátékot tanult. Miután a Savehof is BL-induló lett, mérlegelnie kellett az átigazolás miatt. Szeged mellett döntött az otthon közelsége, s az, hogy a Pick nagyobb ambícióval vág neki a küzdelemnek, s talán jobb csapat is a három svéd válogatottal felálló göteborgi gárdánál.

#### Pick Szeged
A csapat előző irányítójával, Nikola Eklemovićcsal jó barátságban van, a Zvezdában még együtt játszottak, majd Sintelon-Pick meccsen játszottak egymás ellen is. Volt olyan szilveszter, amit Nikolánál töltött, Szegeden. Érkezésekor szerette volna pótolni barátját, lehetőleg minél jobb játékkal, bár nem tudta lesz-e akkora kedvenc (ez sikerült neki, a csapat egyik vezéregyéniségévé nőtte ki magát), de számára mindig az a fontos, hogy a csapat jól szerepeljen.
Szerződése a Pick Szegednél eredetileg 2006-ig szólt, ám 2005-ben meghosszabbították 2008-ig, 2007-ben is három évben egyezett meg Lele Ambrus elnökkel, szerződése 2010-ig szólt. Miután szerződése lejárt, a francia Toulouse csapatához szerződött, mellyel 2+1 éves kontraktust kötött.
Anđelković a Pick Szegeddel egy magyar bajnoki címet és két Magyar Kupa-győzelmet ért el.

### Érdekességek a Professzorról
A szerb kézilabdázó a Professzor becenevet viseli. Ennek eredete még Daniel Sintelon-os korszakára vezethető vissza. Két akkori csapattársa, Ratko Nikolić és Šara Šarić viccből ragasztotta rá ezt az elnevezést, majd miután a Pickbe igazolt, Puljezević Nenad újra előhozta ezt. Természetesen Danielnek nincsen ilyen egyetemi címe; ezt az elnevezést a kézilabdában mutatott játékintelligenciája miatt érdemelte ki.

## Családi állapota
Nős, a híres sportfamíliából származó, egykori olimpiai és világbajnok kosárlabdás Dražen Dalipagić lányát, Sanját vette feleségül. Kislányuk, Jana 2009. január 9-én látta meg a napvilágot.